# Rádio Relógio Musical
A Rádio Relógio Musical é uma emissora de rádio sediada na cidade do Paulista, cidade da Região Metropolitana do Recife, no estado de Pernambuco, que opera na frequência AM 1120 kHz, concessionada em Paulista. Atualmente no segmento evangélico, hoje pertencente Rádio Tamandaré.

## História
A emissora foi fundada em 1958 no município de Paulista, na Vila Torres Galvão, pelo banqueiro de Jogo do Bicho Hosano de Albuquerque Braga e o jornalista Júlio Jessum de Carvalho. Nos anos 60, a emissora passou ao controle das Organizações Victor Costa (OVC), proprietária da TV Paulista (canal 5) e  Rádio Nacional de São Paulo, passando depois para o controle do Sistema Globo de Rádio. Toda a programação passou a ser somente musical, por muitos anos.
A concessão da emissora foi repassada em 2001 para os empresários da Rádio Tamandaré Ltda, Luíz Cavalcanti Lacerda, Luiz Alberto Lacerda e Serafim de Sá Pereira. Hoje, a rádio é completamente dedicada à programação evangélica, com pregações e transmissões de culto ao vivo, atendimento de ouvintes e músicas cristãs.